# Amfilochios (Stergiou)
Amfilochios (světským jménem: Nikolaos Stergiou; * 6. září 1961, Megara) je řecký pravoslavný duchovní Konstantinopolského patriarchátu, arcibiskup a metropolita Adrianopolis.

## Život
Narodil se 6. září 1961 v Megaře. Je příbuzným kamerunského metropolity Grigorie (Stergiou).
Základní a střední vzdělání získal ve svém rodném městě. Poté pokračoval ve studiu teologie na Athénské univerzitě. Dne 6. května 1984 byl v monastýru svaté Paraskevy postřižen na monacha se jménem Amfilochios. Stejného roku byl rukopoložen na hierodiakona a roku 1986 na jeromonacha s povýšením do hodnosti archimandrity.
V letech 1984-2014 sloužil v chrámu svatých apoštolů v Eleusis.
V červnu 2014 byl jedním z kandidátů na metropolitní stolec Ioánnina.
Dne 3. října 2014 byl Svatým synodem Konstantinopolského patriarchátu zvolen metropolitou Adrianopolis s povinností hájit zájmy patriarchátu v Athénách.
Dne 18. října 2014 proběhla v chrámu svatého Jiří v Istanbulu jeho biskupská chirotonie. Jeho světiteli byli patriarcha Bartoloměj I., metropolita Milét Apostolos (Voulgaris), metropolita Ierapytnis a Siteias Evgenios (Politis), metropolita Didymoteicho, Orestiady a Soufli Damaskinos (Karpathakis), metropolita Ikonionu Theoliptos (Fenerlis), metropolita Kamerunu Grigorios (Stergiou), metropolita Nilopolisu Gennadios (Stantzios), metropolita Prousy Elpidoforos (Lampryniadis), biskup Bačky Irinej (Bulovič).
Dne 4. ledna 2019 byl vyznamenán Řádem za zásluhy III. stupně za vynikající práci zaměřenou na posílení autority pravoslaví ve světě, potvrzení ideálů spirituality a milosrdenství, významný osobní přínos k rozvoji autokefální místní pravoslavné církve Ukrajiny.